# مسجل بيانات

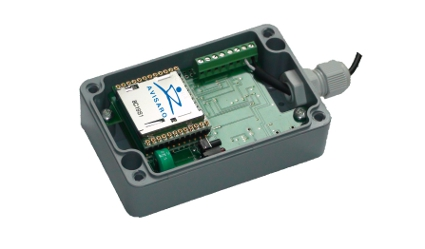
مكعب مسجل بيانات يعمل على تخزين البيانات التقنية وأجهزة الاستشعار

مسجل البيانات وراصد البيانات (datalogger أومسجل بيانات) أيضا هو جهاز إلكتروني يسجل البيانات مع مرور الوقت ويتعلق بموقع معين، ويمكن ان تكون على حد سواء مدمجة في أداة علمية أو مستشعر أو عن طريق الأدوات الخارجية وأجهزة الاستشعار. على نحو متزايد، ولكن ليس تماما، لأنها تعتمد على معالج رقمي أو (الكمبيوتر). أنها عادة ما تكون صغيرة، ومزودة ببطارية تعمل بالطاقة ، ومحمولة، ومزودة بمعالجات دقيقة، وذاكرة داخلية لتخزين البيانات ، وأجهزة الاستشعار. بعض مسجلات البيانات يمكن توصل مع جهاز كمبيوتر شخصي ، للاستفادة وتفعيل برامج مسجل البيانات وعرض وتحليل البيانات التي تم جمعها، في حين أن آخرين لديها جهاز محلي ذو واجهة (لوحة المفاتيح، LCD)، ويمكن استخدامها كجهاز مستقل.
تختلف مسجلات البيانات بين أنواع عامة لمجموعة من التطبيقات والقياسات وأجهزة قياس محددة للغاية في بيئة أو نوع تطبيق واحد فقط. ومن الأنواع الشائعة الأغراض العامة أن تكون برمجة، ومع ذلك، لا تزال العديد من والآلات ثابتة مع عدد محدود فقط أو أية معلمات للتغيير. قد حلت محل مسجلات البيانات الإلكترونية مخطط مسجل في العديد من التطبيقات.
واحدة من الفوائد الرئيسية من استخدام مسجلات البيانات هي القدرة على جمع البيانات على أساس 24 ساعة تلقائيا. عند التنشيط، يتم عادة نشر ووضع مسجلات البيانات وتركها دون معالجة لقياس وتسجيل المعلومات لمدة فترة الرصد. وهذا يسمح للحصول على صورة شاملة ودقيقة للظروف البيئية التي يجري رصدها، مثل درجة حرارة الهواء والرطوبة النسبية.
تكلفة مسجلات البيانات قد تراجع على مدى السنوات الاخيرة مع تطور التكنولوجيا تنخفض التكاليف. يكلف أحد مسجلات بيانات قناة بسيطة اقل من 25 دولارا. اما المسجلات الأكثر تعقيدا قد تبلغ تكلفتها مئات أو آلاف من الدولارات.

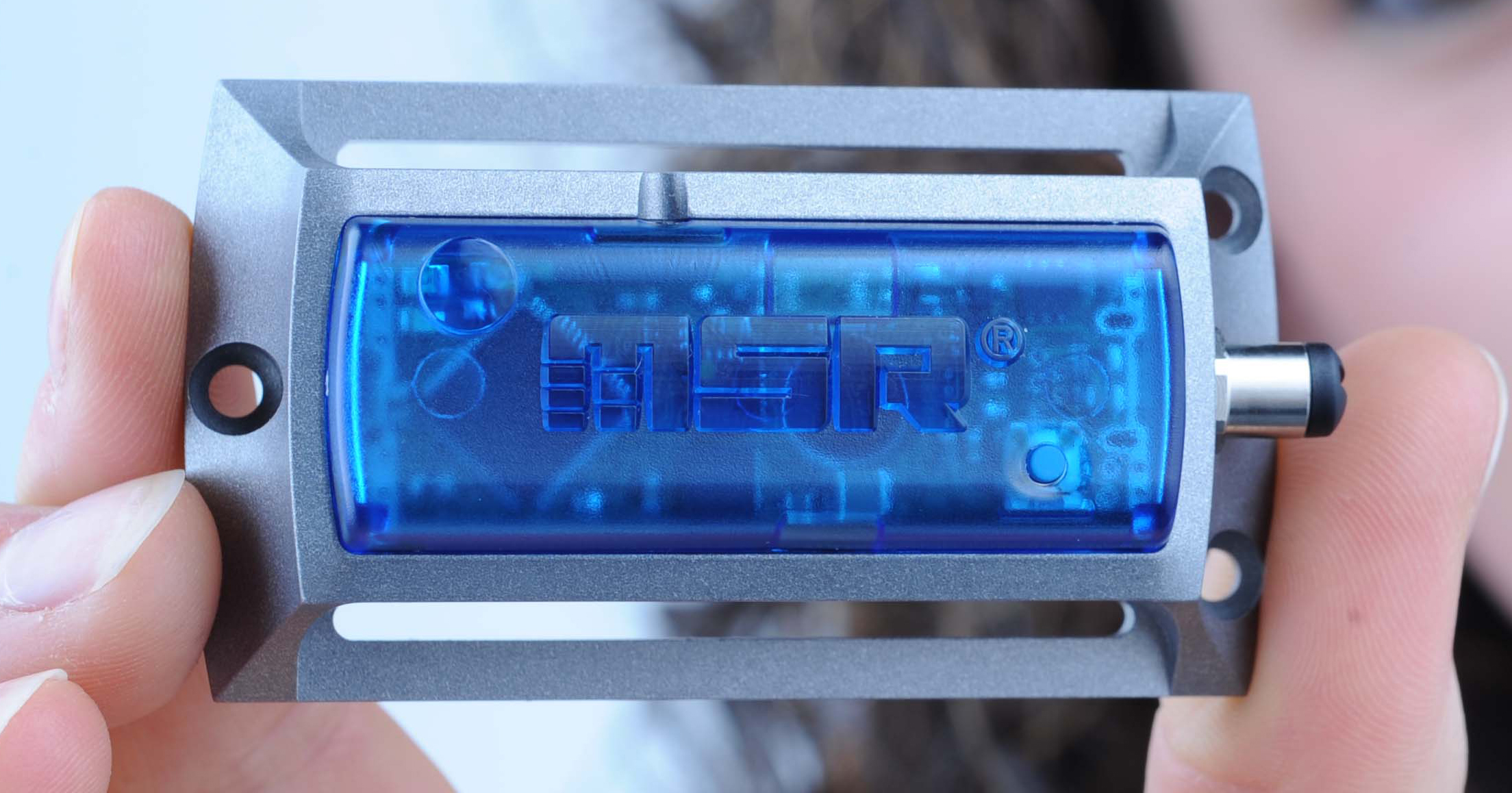
مسجل بيانات صغير يستخدم أجهزة استشعار متكاملة لقياس درجة الحرارة والضغط والرطوبة والضوء وذلك من 3 محاور تسارع

## تنسيقات البيانات
التوحيد القياسي لبروتوكولات وصيغ البيانات يمثل مشكلة، ولكن هذه الصناعة لغة الترميز القابلة للامتداد تنمو الآن ويتزايد اعتمادها لتبادل البيانات . تطوير ويب دلالي وإنترنت الأشياء من المرجح أن يتسارع هذا الاتجاه الحالي.

## بروتوكولات الأجهزة
وكانت عدة بروتوكولات موحدة بما في ذلك بروتوكول الذكية، SDI-12، التي تسمح لبعض الأجهزة أن تكون متصلة بمجموعة متنوعة من مسجلات البيانات. استخدام هذا المعيار لم تحظ بكثير قبول خارج الصناعة البيئية. SDI-12 كما يدعم الصكوك قطرة متعددة. يتم أيضا دعم بعض الشركات datalogging الآن بمعيار MODBUS . وقد استخدم هذا تقليديا في مجال التحكم الصناعي، وهناك العديد من الأدوات الصناعية التي تدعم معيار الاتصالات هذا. ويستند آخر بروتوكول متعددعلى (ISO 11898) والتي بدأت الآن لتصبح أكثر استخداما على نطاق واسع في موصل كان. بعض مسجلات البيانات استفادت من بيئة البرمجة المرنة على التكيف مع مختلف البروتوكولات غير القياسية.

## تسجيل البيانات مقابل حيازة البيانات
في تسجيل البيانات هنالك شروط لحيازة البيانات غالبا ما تستخدم بالتبادل. ومع ذلك، في سياق تاريخي فهي مختلفة تماما. مسجل البيانات هو نظام الذي يقوم على حيازة البيانات، ولكن نظام الحصول على البيانات ليس بالضرورة ان يكون مسجلاً بيانات.
- مسجلات البيانات عادة أبطأ من ناحية معدل العينة. ويمكن اعتبار معدل عينة أقصى من 1 Hz تكون سريعة تماما لمسجل البيانات، وتظل حتى الآن بطيئة جدا لنظام الحصول على البيانات النموذجية.
- مسجلات البيانات هي ضمنيا أجهزة قائمة بذاتها، في حين نظام الحصول على البيانات النموذجية يجب أن تظل مربوطة بجهاز الكمبيوتر للحصول على البيانات. هذا الجانب المستقل من مسجلات البيانات يتضمن الذاكرة الداخلية التي تستخدم لتخزين البيانات المكتسبة. أحيانا هذه الذاكرة تكون كبيرة جدا للاستيعاب عدة أيام، أو حتى شهور، للتسجيل غير المراقب. قد تكون هذه الذاكرة مدعومة من بطارية ذاكرة وصول عشوائي ساكنة، ذاكرة فلاش أو ذاكرة قراءة فقط قابلة للمحو والبرمجة كهربائيا. مسجلات البيانات المستخدمة في وقت سابق الشريط المغناطيسي، لكمات ورقة الشريط، أو سجلات للعرض مباشرة مثل «قطاع مسجل مخطط».
- بالنظر إلى أوقات التسجيل الممتدة من مسجلات البيانات، فإنها تتميز عادة بآلية لتسجيل التاريخ والوقت في طابع زمني للتأكد من أن كل قيمة تترافق مع البيانات المسجلة من تاريخ ووقت الشراء من أجل إنتاج تسلسل الأحداث. كما توظف عادة مسجلات البيانات مدمجة على مدار الساعة في الوقت الحقيقي والذي يمكن أن يكون أحد الاعتبارات الهامة عند اختيار بين مسجلات بيانات الانحراف المطبوعة ة.

## التطبيقات
تطبيقات تسجيل البيانات ما يلي:

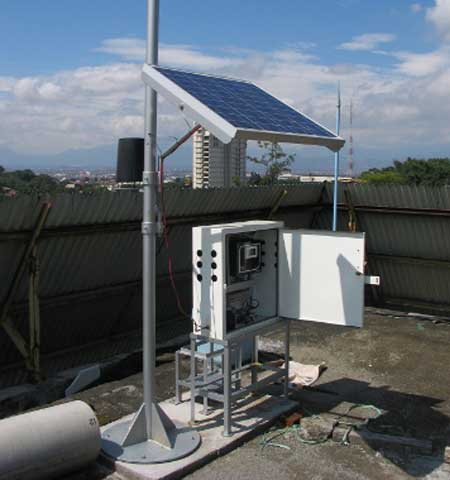
تطبيق مسجل بيانات لمحطة الطقس في P2I معهد العلوم الإندونيسي

- تسجيل محطة أرصاد جوية غير المراقب (مثل سرعة الرياح / اتجاه، درجة الحرارة، الرطوبة النسبية، الإشعاع الشمسي).
- التسجيل الهيدروغرافي غير المراقب (مثل مستوى الماء وعمق المياه وتدفق المياه والأس الهيدروجيني للمياه، والموصلية للماء).
- تسجيل مستوى رطوبة التربة غير المراقب.
- تسجيل ضغط الغاز غير المراقب.
- العوامات البحرية لتسجيل مجموعة الظروف المتنوعة من البيئة.
- عداد حركة المرور على الطرق.
- قياس درجة الحرارة (الرطوبة، الخ) في شحنات المنتجات سريعة التلف: سلسلة باردة

.